# Cerianthula spinifer
Espèce
Cerianthula spinifer est une espèce de cnidaires de la famille des Botrucnidiferidae.

## Systématique
Le nom valide complet (avec auteur) de ce taxon est Cerianthula spinifer (van Beneden, 1897).
L'espèce a été initialement classée dans le genre Hensenanthula sous le protonyme Hensenanthula spinifer van Beneden, 1897.
Cerianthula spinifer a pour synonyme :
- Hensenanthula spinifer van Beneden, 1897